# 田中正司
田中 正司（たなか しょうじ、1924年3月19日 - 2020年1月26日）は、日本の社会思想史家、経済学史家。横浜市立大学名誉教授。
横浜市立大学図書館長を経て、一橋大学社会科学古典資料センター第3代主任教授。1970年経済学博士（専修大学）。ジョン・ロックやアダム・スミスを中心とするイギリス思想について研究をおこなった。

## 来歴
東京生まれ。昭和第一商業学校（現 昭和第一高等学校）を経て、戦時中の1943年、横浜市立横浜商業専門学校 (旧制)（現 横浜市立大学）を繰り上げ卒業、三菱石油に入社。1945年3月に召集されるが、まもなく終戦。1946年、三菱石油を退社し、東京商科大学（現一橋大学）本科に入学。1949年3月、同大学を卒業、実践女子学園高等学校教諭。
1949年6月横浜市立大学助手、1953年同大学商学部専任講師、1955年同助教授、1967年同教授、1969年同大学学長代行補佐。1970年、経済学博士（専修大学）。1978年横浜市立大学図書館長。1984年、横浜市立大学を退職し、横浜市立大学名誉教授。同年から1987年まで、杉山忠平の後任として、一橋大学社会科学古典資料センター教授。1987年、一橋大定年退官（後任は古賀英三郎）、神奈川大学短期大学部教授、1990年同学部長。1994年神奈川大定年退職。指導学生に竹本洋などがいる。
2020年1月26日肺炎のため死去（満95歳没）。

## 主要著作

### 単著
- 『現代の自由--その思想史的考察』評論社、1964年
- 『増補ジョン・ロック研究』未來社、1968年。新増補版、2005年
- 『市民社会理論の原型--ジョン・ロック論考』御茶の水書房、1979年
- 『現代の自由--思想史的考察』御茶の水書房、1983年
- 『アダム・スミスの自然法学--スコットランド啓蒙と経済学の生誕』御茶の水書房、1988年。第2版、2003年
- 『アダム・スミスの自然神学--啓蒙の社会科学の形成母体』御茶の水書房、1993年
- 『市民社会理論と現代--現代の思想課題と近代思想の再解読』御茶の水書房、1994年
- 『アダム・スミスの倫理学--『道徳感情論』と『国富論』』上下、御茶の水書房、1997年
- 『アダム・スミスと現代』御茶の水書房、2000年 増補版 2009年
- 『経済学の生誕と『法学講義』--アダム・スミスの行政原理論研究』御茶の水書房、2003年
- 『日本の明日を考える--21世紀の救世主はケインズかアダム・スミスか』実践社、2004年
- 『現代世界の危機とアダム・スミス』御茶の水書房、2009年
- 『アダム・スミスの認識論管見』社会評論社、2013年

### 編著
- 『ジョン・ロック研究』（イギリス思想研究叢書、平野耿共編）御茶の水書房、1980年
- 『ロック道徳哲学の形成』新評論、1985年
- 『スコットランド啓蒙思想研究-スミス経済学の視界』北樹出版、1988年

### 翻訳
- J.S.ミル「ベンタム論」、スピーゲル編『古典学派--経済思想発展史2』東洋経済新報社、1954年
- ジョン・ロック『利子・貨幣論』（竹本洋と共訳）東京大学出版会、1978年